# Souls at Zero
Souls at Zero es el tercer álbum de estudio de la banda estadounidense de avant-garde metal Neurosis. El nombre del álbum fue tomado de un capítulo del libro El gran espectáculo secreto del escritor de terror Clive Barker.[cita requerida] El álbum fue lanzado en 1992 a través del sello Alternative Tentacles. Fue relanzado en 1999 con temas adicionales a través del sello propiedad de la  banda, Neurot Recordings. El 15 de febrero de 2010, el álbum fue relanzado en formato CD y digital con un nuevo diseño de portada, de igual forma a través de Neurot. El 14 de febrero de 2012, se lanzó una versión totalmente remasterizada y lanzada en formato vinilo a través de Relapse Records.
Este álbum marco un cambio radical en el sonido de Neurosis, el cual estaba basado enteramente en el hardcore punk. El cambio fue evidente en su contribución para el álbum tributo a Dead Kennedys, Virus 100. La banda abarcó influencias de doom metal y experimentó con elementos de post-punk, rock gótico, noise rock, música industrial, rock psicodélico, rock progresivo y música folk. Así como su trabajos subsecuentes, lograron establecer un estilo único fuertemente influyente en el desarrollo posterior de los subgéneros post-metal y sludge metal.

## Lista de canciones
| Souls at Zero |                             |          |  |
| N.º           | Título                      | Duración |  |
| 1.            | «To Crawl Under One's Skin» | 7:51     |  |
| 2.            | «Souls at Zero»             | 9:18     |  |
| 3.            | «Zero»                      | 1:40     |  |
| 4.            | «Flight»                    | 4:05     |  |
| 5.            | «The Web»                   | 4:55     |  |
| 6.            | «Sterile Vision»            | 6:20     |  |
| 7.            | «A Chronology for Survival» | 9:34     |  |
| 8.            | «Stripped»                  | 8:00     |  |
| 9.            | «Takeahnase»                | 7:56     |  |
| 10.           | «Empty»                     | 1:36     |  |

Bonus
| Bonus tracks |                                |          |  |
| N.º          | Título                         | Duración |  |
| 11.          | «Souls» (demo version)         | 8:28     |  |
| 12.          | «Zero» (demo version)          | 1:14     |  |
| 13.          | «Cleanse III» (Live in London) | 5:38     |  |

## Créditos
Neurosis
- Scott Kelly − voz, guitarra
- Steve Von Till − voz, guitarra
- Dave Edwardson − bajo, segundas voces
- Simon McIlroy − teclado, sintetizador, samples, efectos, segundas voces
- Jason Roeder − batería, percusiones

Integrantes adicionales
- Adam Kendall − efectos visuales
- Kris Force − violín, viola
- Sarah Augros − flauta
- Walter P. Sunday − chelo
- Siovhan King − trompeta

Personal técnico
- Neurosis − productor
- Bill Thompson − producción, ingeniería de sonido
- Jello Biafra − mezclas
- Malcolm Sherwood − ingeniería
- Jeffrey Gray − ingeniería
- Jeff Fogerty − ingeniería

## Historial de lanzamientos
| Región                | Fecha                 | Sello                 | Formato     |
| --------------------- | --------------------- | --------------------- | ----------- |
| Mundial               | 1992                  | Alternative Tentacles | CD          |
| Relanzamiento mundial | 1999                  | Neurot Recordings     | CD          |
| Relanzamiento mundial | 15 de febrero de 2010 | Neurot Recordings     | CD, digital |
| Relanzamiento mundial | 14 de febrero de 2012 | Relapse Records       | LP          |